# VK Primorac Kotor
A VK Primorac Kotor az egyik legsikeresebb montenegrói vízilabdaklub, melynek székhelye Kotorban található. A montenegrói élvonalban szereplő klubot 1922-ben alapították, a klub színei pedig kék és fehér.
A jugoszláv bajnokságot egy (1986), a montenegrói bajnokságot három (1956, 2007, 2008), a jugoszláv kupát egy (1986), a montenegrói kupát két (2009, 2010), a bajnokok ligáját és a LEN-szuperkupát pedig szintén egy–egy alkalommal (2009) nyerte meg.

## Sikerei

### Hazai
- Jugoszláv bajnok: (1)

1986
- Jadranska Liga

1. hely: 2007, 2008
2. hely: 2009, 2010
3. hely: 2011
- Jugoszláv kupagyőztes: (1)

1986
- Montenegrói kupa

1. hely: 2009, 2010
2. hely: 2008

### Nemzetközi
- LEN-bajnokok ligája

1. hely (1): 2009
2. hely (1): 2010
- LEN-szuperkupa

1. hely (1): 2009

## Külső hivatkozások
- hivatalos honlap